# Microphisa
Microphisa là một chi bướm đêm thuộc họ Erebidae.